# Rincón de López
Rincón de López es una localidad del estado mexicano de Colima. Es parte del municipio de Armería.

## Demografía
| Gráfica de evolución demográfica |
|                                  |

| Censo | Población |
| ----- | --------- |
| 1970  | 790       |
| 1980  | 1 723     |
| 1990  | 2 509     |
| 2000  | 2 881     |
| 2010  | 2 756     |
| 2020  | 2 615     |